# 3B政策
3B政策（さんBせいさく）は、ドイツ皇帝ヴィルヘルム2世によって主導された、ベルリン (Berlin) ・ビザンティウム (Byzantium、イスタンブールの旧名) ・バグダード (Baghdad) を鉄道で結ぶという19世紀末からのドイツ帝国の長期戦略とされるもの。ドイツでは同時代的には「3B政策」という言葉は使われなかったため、後世になって一種の語呂合わせ的な言葉として生まれた言葉である。ただし、この言葉は3A（アメリカ、アラスカ、アジア）、3C政策（カイロ・ケープタウン・カルカッタ）と合わせて3ABCと呼ぶものの一部であり、政策と直接に関連するよりは当時の鉄道敷設を理解する言葉の一部であったと考えられる。
鉄道建設とそれに付属する沿線の港湾整備や殖産興業を通じて近東に資本を投下し、自国の経済圏に組み込むことを目的とした政策であったが、イギリスの3C政策と対立することになった。ドイツは財政的リスクを減らすためイギリスにもバグダード鉄道への出資を求めたが、イギリスはこの政策の延長線上に最重要拠点のインドが入ることや、イギリスが権益を持つスエズ運河の重要性が低下することを懸念して反対し、ドイツとの対立を深めていった。